# André Coelho Vieira
André Coelho Vieira war ein portugiesischer Kolonialbeamter.
Vom 31. Juli 1688 bis 1691 war Vieira Gouverneur von Macau, als Nachfolger von António de Mesquita Pimentel.
1697 erhielt Vieira den Auftrag den Posten als Gouverneur von Portugiesisch-Timor und Solor zu übernehmen, nachdem António de Mesquita Pimentel zuvor, nach gravierenden Fehlern, von den dort herrschenden Topasse in Ketten nach Goa zurückgeschickt worden war. Zusammen mit dem Dominikaner Manuel de Santo António reiste er Richtung Timor, doch bereits in Larantuka auf Flores wurde Vieira 1698 vom Topasse Domingos da Costa gefangen gesetzt und nach Macau zurückgeschickt. Manuel de Santo António konnte jedoch weiter nach Timor reisen und begann hier mit seiner Missionartätigkeit. Erst António Coelho Guerreiro konnte seinen Dienst als Gouverneur auf Timor antreten.